# TUSEM Essen
La asociación Turn- und Sportverein Essen-Margarethenhöhe e.V. 1926, más conocida por TUSEM Essen o también TuSEM Essen, es una sociedad deportiva alemana famosa principalmente gracias a los éxitos conseguidos por su sección de balonmano.

## Secciones del club
| - Balonmano - Voleibol - Fútbol - Atletismo - Bádminton - Baloncesto - Boxeo - Cheerleaders - Hockey en silla de ruedas - Natación - Taekwondo - Baile - Tenis - Ping-pong |

Además posee un centro de salud deportiva propio.

## Plantilla 2020-21
|  | Porteros - 1 Arne Fuchs - 12 Sebastian Bliß - 15 Lukas Diedrich Extremos izquierdos - 2 Noah Beyer - 18 Lukas Becher Extremos derechos - 19 Dmitri Ignatow - 34 Felix Klingler Pívots - 10 Tolga Durmaz - 55 Niklas Ingenpaß - 96 Tim Zechel | Laterales izquierdos - 3 Jonas Ellwanger - 22 Dennis Szczęsny - 28 Malte Seidel Centrales - 25 Justin Müller - 33 Eloy Morante Maldonado - 44 Laurenz Kluth Laterales derechos - 8 Tim Rozman - 26 Lucas Firnhaber |

## Historia reciente
La Bundesliga exigía a la asociación deportiva a transformar la estructura del club en una sociedad anónima en el año 2000. En la temporada 2005-06 el TUSEM, a causa de problemas financieros (un patrocinador principal griego no cumplía su contrato) perdía su licencia para jugar en la primera división del balonmano alemán, tras 26 años de presencia ininterrumpida, habiendo llegado a ganar títulos como la Copa EHF o la Recopa de Europa, debiendo competir en la liga regional de tercera división. Esa primera temporada se conseguía superar con un balance de 63:1 puntos que daban el ascenso a la Segunda División (Liga Regional Sur) en la cual la asociación participaría en la temporada 2006-07. Tras la consecución del liderato en esta segunda división, el 19 de mayo de 2007 con un balance de 52:16 puntos se vuelve a ganar la plaza en la Bundesliga para la temporada 2007-08 formando un equipo con jóvenes talentos y viejos conocidos de la máxima categoría alemana, como puedan ser Mark Dragunski o el español Sergio Ruíz Casanova.

## Palmarés
- 1 Subcampeonato de EHF Copa de Europa: 1987-88
- 14 Participaciones en EHF Copa de Europa: 1984, 1985, 1987, 1988, 1989, 1990, 1991, 1992, 1993, 1994, 1995, 2003, 2004 y 2005
- 1 Recopa de Europa: 1988-89
- 1 Copa EHF: 2004-05
- 1 EHF City Cup: 1993-94
- 3 Bundesliga: 1985-86, 1986-87 y 1988-89
- 3 Copa de Alemania: 1987-88, 1990-91 y 1991-92
- Ascenso a Bundesliga 2 (sur): 2005-06
- Ascenso a Bundesliga : 2006-07

## Jugadores destacados
- Frank Arens
- Felix Busjan
- Patrick Cazal
- Jochen Fraatz
- Alfreð Gíslason
- Chrischa Hannawald (Portero)
- Thomas Happe
- Stefan Hecker (Portero)
- Reinhard van der Heusen
- Mikael Källman
- Patrekur Jóhannesson
- Stefan Krebietke
- Peter Krebs
- Jörn-Uwe Lommel
- Volker Michel
- Peter Quarti
- Erik Veje Rasmussen
- Dirk Rauin
- Oliver Roggisch
- Christian Rose
- Mark Schmetz
- Martin Schwalb
- Halldór Sigfússon
- Guðjón Valur Sigurðsson
- Ben Schütte
- Krzysztof Szargiej
- Dmitri Torgowanow
- Alexander Arkadjewitsch Tutschkin
- Oleg Velyky